# Straatgras
Straatgras (Poa annua) is een eenjarig, soms tweejarig en in een enkel geval overblijvend beemdgras (Poa) dat niet hoger wordt dan 25-30 cm, maar meestal veel kleiner blijft. De plant bloeit al op jonge leeftijd. Hoewel straatgras lijkt op veldbeemdgras (Poa pratensis), zijn ze gemakkelijk van elkaar te onderscheiden, doordat bij veldbeemdgras twee lichte lijnen langs de hoofdnerf van het blad lopen en zo een soort spoorlijntje vormen.
De bloeiwijze is een pluim waarvan de takken heel vaak naar één kant gericht zijn. Daardoor is de pluim van boven gezien plat. De takken van de pluim staan meestal horizontaal of wijzen naar beneden. De onderste takken van de bloeiwijze staan alleen of in een groepje van twee. Het aartje is 4,5 mm lang. Het onderste kelkkafje is eennervig, 2,2 mm lang en het bovenste drienervig en 2,8 mm lang. Het onderste kroonkafje (lemma) is 3,4 mm lang en op de rug- en zijnerven behaard. Het bovenste kroonkafje (palea) is 2,8 mm lang en heeft twee nerven die allebei vrij lang gewimperd zijn over hun hele lengte. De helmknoppen zijn 0,8-1 mm lang.
De ongeveer 3,5 mm lange vrucht, zaad genoemd, is een graanvrucht.
Het blad is van onderen gekield en heeft vaak kreukels of golfjes. Het tongetje is melkwit en relatief lang voor dit kleine beemdgrasje, al haalt het de 0,5 cm niet.
Straatgras kan in een paar weken uitgroeien tot een bloeiend polletje. Wanneer de plant overwintert vormt hij wortelstokken en in extreem natte omstandigheden kunnen de stengels over de bodem gaan kruipen en op de knopen gaan wortelen.

## Voortplanting en verspreiding
Straatgras is voortgekomen uit een kruising van twee andere beemdgrassen: Poa infirma en Poa supina. De kruising tussen deze twee soorten blijkt succesvol te zijn en is uitgegroeid tot een plant met wereldwijde verspreiding. In de Benelux is het een zeer algemene plant. Zij groeit op open plekken, in plantsoenen en borders, akkers, betreden plaatsen in graslanden, kapvlakten, tussen de tegels van het trottoir en op vele andere plekken.

## Toepassingen
Straatgras is een zeer snelle groeier en bestand tegen veel betreding. Het komt daarom als onkruid veel voor in intensief gebruikte gazons.